# Carlos Herrera Rebollo
Carlos Antonio Herrera Rebollo (Santiago de María, Usulután, 8 de enero de 1935 - San Salvador, 23 de mayo de 1979) fue un político salvadoreño, fundador del Partido Demócrata Cristiano (PDC) y Líder político demócrata cristiano, abogado y notario de El Salvador, alcalde de San Salvador (1970-1974), Ministro de Educación (junio 1977-mayo 1979).

## Familia y estudios
Nació en Santiago de María del departamento de Usulután, el 8 de enero de 1935, segundo hijo del Prof. Jesús Herrera (quien fuera Director de la ENCO), originario de Santiago de María, y de María Dolores Rebollo Monterrosa, originaria de San Salvador. Tuvo dos hermanos Rafael y Miguel Ángel. 
En 1960 se casó con Concepción Rebollo Cubías, con quien tuvo 1 hijo y 4 hijas, Carlos, Maritza, Ana Celina, Alicia y Susy.
Estudió en la Universidad de El Salvador, donde se graduó en 1966. Su tesis de graduación versó en torno al tema de los sindicatos.

## Participación social y política
Como estudiante de Derecho en la UES, fue uno de los fundadores del Socorro Jurídico. En donde se ha brindado hasta el día de hoy, asesoría jurídica a la población de manera gratuita.
Fue miembro, en sus años de estudiante, de la ACUS (Acción Católica Universitaria Salvadoreña). También fue fundador firmante del Partido Democráta Cristiano de El Salvador en 1960 y colaboró con la creación de varios sindicatos y asociaciones de El Salvador.
Fundador y directivo de la VAUU (Vecinos Asociados de la Urbanización Universitaria) allá por 1968. La cual sigue activa. Fue scout desde su adolescencia y a finales de los años 70, llegó a ser Directivo Nacional Scout de El Salvador.
Desde 1970 y hasta 1974 fue alcalde de San Salvador por el Partido Demócrata Cristiano.
En marzo de 1972 él y su familia se disponían a viajar en una excursión a Miami con el "Comité Pueblo a Pueblo", cuando en el aeropuerto de Ilopango lo apresaron por unas horas, por orden de alguien lo dejaron ir. Sin embargo, los soldados rodeaban el avión para impedir que se elevará, mientras tanto todos adentro rezaban. Al fin el avión despegó. Estando en Miami, llamaron para avisarle que había sido exiliado, por su supuesta participación en el intento de Golpe de Estado de 1972 al presidente Fidel Sánchez H. Él, junto al Ing. Duarte y otros alcaldes y líderes del PDC fueron acusados y exiliados. Ninguno de sus hijos y su esposa podía regresar, incluso su suegra, ni dos sobrinos que les acompañaban. Intercedió para poder enviar a los sobrinos a El Salvador. La suegra, la abuela Mina, se quedó para ayudar a su hija Conchita (eran 3 hijas y 1 hijo en ese momento). Estuvieron allí 1 mes, sin embargo, él decidió trasladarse a México. 
Se hizo un juicio en El Salvador siendo su defensor en la Corte Marcial, el Dr. José Antonio Morales. El veredicto fue liberarlo de cargos, por lo que el 17 de diciembre de ese mismo año emprendieron el viaje hacia El Salvador.
En 1974, se aleja de la vida política y se dedica a su profesión. En junio de 1977 es nombrado Ministro de Educación por el entonces presidente General Carlos Humberto Romero, cargo que ejerció hasta su asesinato en 1979.

## Asesinato
Fue asesinado en San Salvador, el 23 de mayo de 1979 a los 44 años de edad, alrededor de las 7:30 a. m., por un comando de las FPL, por orden del entonces comandante Cayetano Carpio, como lo dieron a conocer en los medios de comunicación, y lo describe una publicación en la biografía de una dirigente de ANDES 21 de Junio y de las FPL: "Un ejemplo de ello ocurrió cuando en una manifestación del BPR, en mayo de 1979, fue abatida a balazos la profesora Emma Carpio, hija de Marcial. Enfurecido, Marcial ordenó el asesinato del ministro de educación Carlos Herrera Rebollo, quien fue ametrallado, cuando se dirigía en automóvil a su despacho en el centro de San Salvador."
A raíz de su muerte, el Gobierno de El Salvador decreta estado de sitio.
Su muerte nunca ha sido investigada.

## Obras
Como Alcalde de San Salvador:
- La construcción de varios Mercados Municipales  (San Jacinto, Modelo, etc.) y guarderías en los mercados municipales.
- Construcción de parques y redondeles, entre los que destaca el Redondel con el Monumento al Mar en la 25 Av. Norte.

En funciones de Ministro de Educación, destaca: la repatriación de la poetisa salvadoreña Lilian Serpas.

## Premios y reconocimientos
Durante su vida y después de su muerte fue merecedor de muchos premios y reconocimientos, entre ellos:
- Ciudadano honorario de Disney World en 1972.
- El Gobierno de Colombia le otorgó un reconocimiento en 1978.
- La calle principal de la Comunidad 22 de abril lleva su nombre.
- Un mes después de su muerte en 1979, se erigió el busto, obra del escultor salvadoreño Dagoberto Reyes que se encuentra en la Urbanización Universitaria, colonia donde vivió con su familia y por la cual trabajó desde 1967. El parque y la casa comunal fueron llamados con su nombre, aunque el nombre del parque fue posteriormente cambiado a Mónica Silva.
- La clínica del Ministerio de Educación fue también denominada con su nombre, esta aún lleva el nombre.
- En 1979, el Ministerio de Educación nombra Dr. Carlos Herrera Rebollo al Centro Escolar recién construido en Guarnecia, Texistepeque.[cita requerida]
- Su nombre aparece el Monumento a la Memoria y la Verdad.[9]
- En la gestión del Dr. Norman Quijano, fue remodelado lo que antes se llamaba Lavaderos públicos y fue edificado un Centro de Convivencia, llamándole Dr. Carlos Herrera Rebollo.[10]